# Xeromphalina
Xeromphalina es un género de hongo de la familia Mycenaceae. El género tiene una distribución amplia, y contiene unas 30 especies.

## Especies
- X. amara
- X. brunneola
- X. campanella
- X. campanelloides
- X. cauticinalis
- X. cornui
- X. fraxinophila
- X. fulvipes
- X. kauffmanii
- X. leonina
- X. orickiana
- X. picta
- X. podocarpi
- X. setulipes
- X. tenuipes
- X. testacea